# Саудовская Аравия на летних Олимпийских играх 2020
Королевство Саудовская Аравия на летних Олимпийских играх 2020 года в Токио было представлено 33 спортсменами в 9 видах спорта. Это самая крупная делегация для Саудовской Аравии в истории выступления страны на Олимпийских играх. В связи с пандемией COVID-19 Международный олимпийский комитет принял решение перенести Игры на 2021 год.
В марте 2020 года Исполком МОК, продолжая политику гендерного равенства на Олимпийских играх, одобрил изменения в протокол церемоний открытия и закрытия Игр, согласно которым у национальных олимпийских комитетов появилась возможность заявить в качестве знаменосцев одного мужчину и одну женщину. На церемонии открытия Игр знаменосцами сборной Саудовской Аравии стали гребец Хусейн Алиреза и рекордсменка страны в беге на 100 метров Ясмин аль-Даббаг. На церемонии закрытия страна не была представлена.
По итогам соревнований на счету саудовских спортсменов была одна серебряная медаль, завоёванная каратистом Тариком Хамеди. Эта награда стала четвёртой олимпийской медалью для Саудовской Аравии за время выступления страны на Играх. В неофициальном медальном зачёте Саудовская Аравия заняла 77-е место.

## Медали
| Серебро |              |                               |           |
| №       | Спортсмены   | Вид спорта (дисциплина)       | Дата      |
| 1       | Тарик Хамеди | Карате (свыше 75 кг, мужчины) | 7 августа |

## Состав сборной
Академическая гребля
 Дзюдо
 Карате
 Лёгкая атлетика
 Настольный теннис
 Плавание
 Стрельба
 Тяжёлая атлетика
 Футбол
1. Сауд Абдулхамид
2. Абдуллах аль-Амри
3. Заид аль-Баварди
4. Фирас аль-Бурайкан
5. Халид аль-Ганнам
6. Салим аль-Давсари
7. Халифа аль-Давсари
8. Сами аль-Наджей
9. Насер аль-Омран
10. Мохаммед аль-Рубайе
11. Салман аль-Фарадж
12. Абдулла аль-Хамдан
13. Али аль-Хасан
14. Айман аль-Хулайф
15. Хамад аль-Ями
16. Яссир аш-Шахрани
17. Амин Бухари
18. Абдулрахман Гариб
19. Али Мухтар
20. Абдулла Хасун
21. Абдулбасит Хинди
22. Айман Яхья Салем

## Результаты соревнований

### Футбол
Футбольный турнир традиционно начался до официального начала Олимпийских игр. Перед началом Игр Международный олимпийский комитет расширил заявку на турнир до 22 человек, при этом на матч можно было заявить только 18 человек.
Мужчины
Соревнования в мужском футболе прошли с 22 июля по 7 августа. В связи с переносом Олимпийских игр в мужском турнире приняли участие сборные, составленные из игроков не старше 24 лет (родившиеся после 1 января 1997 года), а не 23 как на всех предыдущих Играх. Также в заявку могли войти не более 3 футболистов старше этого возраста. Олимпийская сборная Саудовской Аравии по футболу квалифицировалась на Игры, попав в число трёх сильнейших сборных по итогам чемпионата Азии среди молодёжных команд 2020. Последний раз сборная Саудовской Аравии выступала в футбольном турнире на Играх 1996 года в Атланте.
Состав
Предварительный состав олимпийской сборной из 24 человек был объявлен 16 июня 2021 года. Окончательный состав объявили 6 июля 2021 года. Турки аль-Аммар получил травму и 21 июля его заменил Фирас аль-Бурайкан.
| №                      | Имя                 | Клуб           | Дата рождения    | Возраст | Игр     | Голов   |
| Вратари                | Вратари             | Вратари        | Вратари          | Вратари | Вратари | Вратари |
| ---------------------- | ------------------- | -------------- | ---------------- | ------- | ------- | ------- |
| 1                      | Амин Бухари         | Ан-Наср        | 2 мая 1997       | 24 года |         |         |
| 12                     | Мохаммед аль-Рубайе | Аль-Ахли       | 14 августа 1997  | 23 года |         |         |
| 22                     | Заид аль-Баварди    | Аш-Шабаб       | 26 января 1997   | 24 года |         |         |
| Защитники              |                     |                |                  |         |         |         |
| 2                      | Сауд Абдулхамид     | Аль-Иттихад    | 18 июля 1999     | 22 года |         |         |
| 3                      | Хамад аль-Ями       | Аль-Кадисия    | 17 мая 1999      | 22 года |         |         |
| 4                      | Абдулбасит Хинди    | Аль-Ахли       | 2 февраля 1997   | 24 года |         |         |
| 5                      | Абдуллах аль-Амри   | Ан-Наср        | 15 января 1997   | 24 года |         |         |
| 16                     | Халифа аль-Давсари  | Аль-Кадисия    | 2 января 1999    | 22 года |         |         |
| 21                     | Абдулла Хасун       | Аль-Ахли       | 19 марта 1997    | 24 года |         |         |
| Полузащитники          |                     |                |                  |         |         |         |
| 6                      | Сами аль-Наджей     | Ан-Наср        | 7 февраля 1997   | 24 года |         |         |
| 7                      | Салман аль-Фарадж   | Аль-Хиляль     | 1 августа 1989   | 31 год  |         |         |
| 8                      | Насер аль-Омран     | Аш-Шабаб       | 13 июля 1997     | 24 года |         |         |
| 13                     | Яссир аш-Шахрани    | Аль-Хиляль     | 25 мая 1992      | 29 лет  |         |         |
| 14                     | Али аль-Хасан       | Ан-Наср        | 4 марта 1997     | 24 года |         |         |
| 15                     | Айман Яхья Салем    | Ан-Наср        | 14 мая 2001      | 20 лет  |         |         |
| 17                     | Айман аль-Хулайф    | Аль-Вахда      | 22 мая 1997      | 24 года |         |         |
| 18                     | Абдулрахман Гариб   | Аль-Ахли       | 31 марта 1997    | 24 года |         |         |
| 20                     | Али Мухтар          | Ан-Наср        | 30 октября 1997  | 23 года |         |         |
| Нападающие             |                     |                |                  |         |         |         |
| 9                      | Абдулла аль-Хамдан  | Аль-Хиляль     | 13 сентября 1999 | 21 год  |         |         |
| 10                     | Салим аль-Давсари   | Аль-Хиляль     | 19 августа 1991  | 31 год  |         |         |
| 11                     | Халид аль-Ганнам    | Ан-Наср        | 7 ноября 2000    | 20 лет  |         |         |
| 19                     | Фирас аль-Бурайкан  | Ан-Наср        | 14 мая 2000      | 21 год  |         |         |
| Главный тренер         |                     |                |                  |         |         |         |
| Флаг Саудовской Аравии | Саад Аль-Шехри      | Саад Аль-Шехри | 9 января 1980    | 41 год  |         |         |

Результаты
Групповой этап (группа D)
| Поз | Команда           | И | В | Н | П | МЗ | МП | РМ | О | Квалификация     |
| --- | ----------------- | - | - | - | - | -- | -- | -- | - | ---------------- |
| 1   | Бразилия          | 3 | 2 | 1 | 0 | 7  | 3  | +4 | 7 | Выход в плей-офф |
| 2   | Кот-д’Ивуар       | 3 | 1 | 2 | 0 | 3  | 2  | +1 | 5 | Выход в плей-офф |
| 3   | Германия          | 3 | 1 | 1 | 1 | 6  | 7  | −1 | 4 |                  |
| 4   | Саудовская Аравия | 3 | 0 | 0 | 3 | 4  | 8  | −4 | 0 |                  |

| 22 июля 2021 17:30 UTC+9         | \| Кот-д’Ивуар \| 2:1 Отчёт \| Саудовская Аравия \| \| аль-Амри 39′ (авт.) · Кессье 66′ \| Голы \| аль-Давсари 44′ \| | Стадион: Ниссан, Иокогама Зрителей: 0 Судья: Мэттью Конгер |
| Кот-д’Ивуар                      | 2:1 Отчёт | Саудовская Аравия                                          |
| аль-Амри 39′ (авт.) · Кессье 66′ | Голы | аль-Давсари 44′                                            |

| 25 июля 2021 20:30 UTC+9        | \| Саудовская Аравия \| 2:3 Отчёт \| Германия \| \| аль-Наджеи 30′ · Абдулхамид 50′ \| Голы \| Амири 11′ · Ахе 43′ · Удуохай 75′ \| | Стадион: Ниссан, Иокогама Зрителей: 0 Судья: Виктор Гомес |
| Саудовская Аравия               | 2:3 Отчёт | Германия                                                  |
| аль-Наджеи 30′ · Абдулхамид 50′ | Голы | Амири 11′ · Ахе 43′ · Удуохай 75′                         |

| 28 июля 2021 17:00 UTC+9 | \| Саудовская Аравия \| 1:3 Отчёт \| Бразилия \| \| аль-Амри 27′ \| Голы \| Кунья 14′ · Ришарлисон 76′, 90+3′ \| | Стадион: Сайтама 2002, Сайтама Зрителей: 0 Судья: Бамлак Тессема |
| Саудовская Аравия        | 1:3 Отчёт | Бразилия                                                         |
| аль-Амри 27′             | Голы | Кунья 14′ · Ришарлисон 76′, 90+3′                                |

Итог: по результатам мужского футбольного турнира олимпийская сборная Саудовской Аравии по футболу заняла 15-е место.